# Polsko-czechosłowackie konflikty graniczne

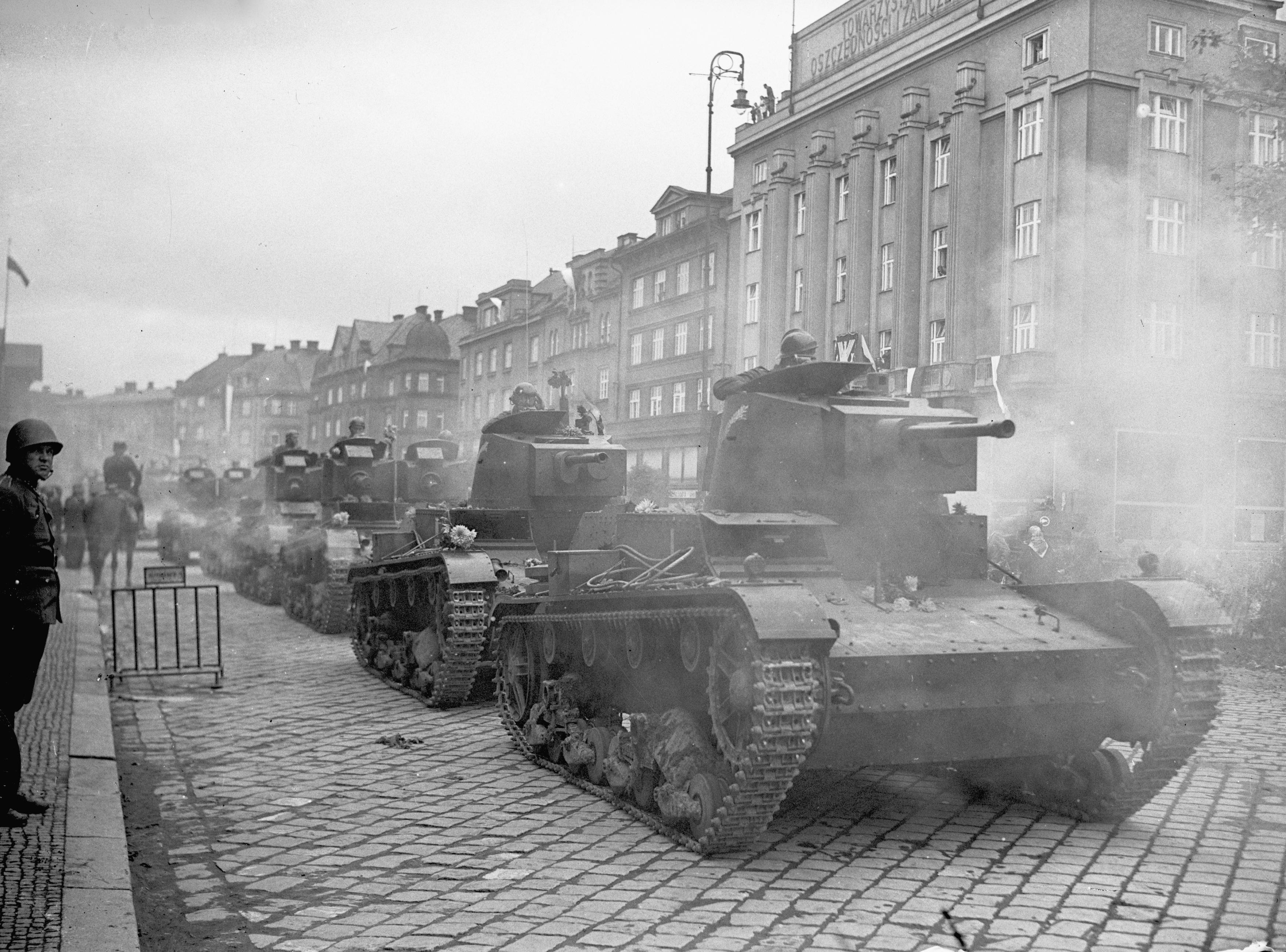
Wojsko Polskie w Czeskim Cieszynie (1938)

Polsko-czechosłowackie konflikty graniczne – od 1918 w stosunkach między Czechosłowacją a Polską dochodziło do konfliktów wokół kilku spornych terenów: Śląska Cieszyńskiego, Orawy, Spiszu, zaś po II wojnie światowej także ziemi kłodzkiej i ziemi raciborskiej.

## Śląsk Cieszyński
Największy konflikt graniczny dotyczył ziem Śląska Cieszyńskiego, najludniejszego i najbardziej uprzemysłowionego. Rozgrywał się w kilku etapach, głównie między rokiem 1919 a 1938. 5 listopada 1918 w wyniku uzgodnień lokalnych rad: polskiej i czeskiej (Zemský národní výbor pro Slezsko) mieszany narodowościowo teren Śląska Cieszyńskiego został tymczasowo podzielony według kryterium etnicznego z zastrzeżeniem, że ostateczne rozgraniczenie terytorialne pozostawia się do rozstrzygnięcia przez rządy Polski i Czech. Podział taki nie był satysfakcjonujący dla strony czechosłowackiej.
23 stycznia 1919 doszło do wybuchu wojny polsko-czechosłowackiej o Śląsk Cieszyński, a problem został umiędzynarodowiony na rozpoczętej kilka dni wcześniej konferencji pokojowej w Paryżu. 3 lutego 1919 ustanowiono nową linię demarkacyjną. We wrześniu postanowiono również o przeprowadzeniu plebiscytu, do którego nigdy nie doszło. Zamiast tego doszło do arbitralnego podziału, m.in. z granicą na Olzie. W ten sposób na Śląsku Cieszyńskim zaczęto wyróżniać w historiografii polskiej tzw. Zaolzie, do którego zawężył się spór polsko-czechosłowacki. Region ten został 1 października 1938 przekazany przez Czechosłowację Polsce, po ultimatum polskim wystosowanym przez Polskę po zakończeniu konferencji monachijskiej. Po agresji III Rzeszy na Polskę region został okupowany przez Wehrmacht, a następnie 8 października 1939 jednostronnie anektowany przez III Rzeszę. W 1945 po okresie sporu terytorialnego między komunistycznymi władzami Polski a władzami Czechosłowacji (obejmującego również czeskie roszczenia do Kotliny Kłodzkiej), pod naciskiem Stalina powrócono do granicy sprzed 1 października 1938.

## Orawa

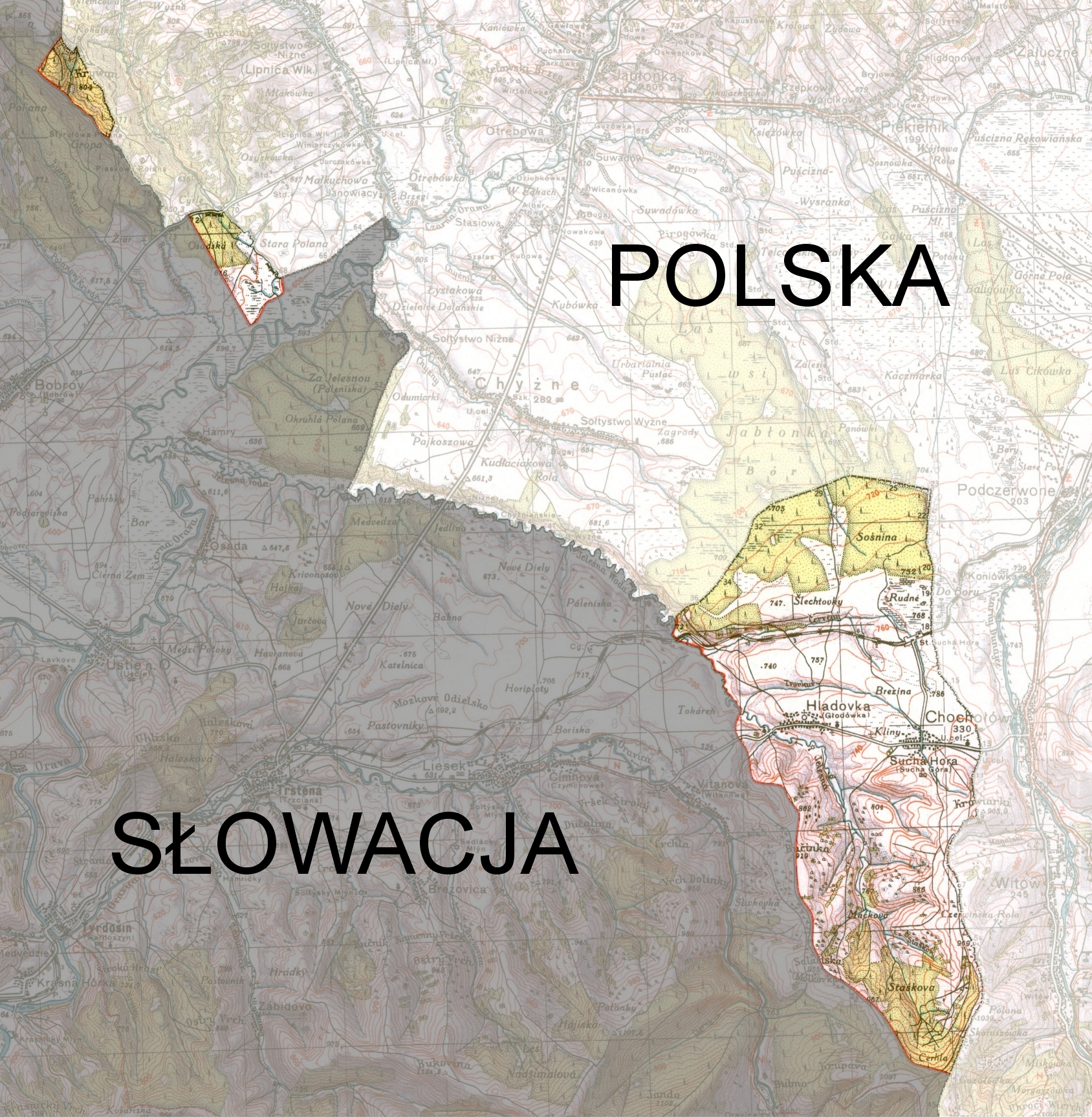
Obszary Orawy (bez okolic Mędralowej) przyłączony do Polski w 1938, mapa topograficzna WIG z 1939

Przed I wojną światową cała Orawa należała do Węgier, górną Orawę jednak zamieszkiwała ludność góralska pochodzenia polskiego, w większości o tożsamości lokalnej, nie utożsamiająca się z abstrakcyjnym pojęciem narodu. Początkowo Rada Ambasadorów planowała przeprowadzenie plebiscytu.
Podział etniczny na Orawie odzwierciedlał także podział religijny, Górna Orawa z ośrodkiem w Trzcianie była katolicka, zaś Dolna skupiona wokół Dolnego Kubina – protestancka.
W 1920 r. Polska walcząca z ofensywą bolszewicką uległa naciskom Benesza i zgodziła się dokonać podziału terenu bez plebiscytu. Konferencja Ambasadorów uznała te ustalenia i zrezygnowała z plebiscytu. Polsce przypadła część terenu Górnej Orawy – łącznie 12 wsi z Jabłonką. Powszechnie uważano wówczas, że Polsce przyznano skrawki Orawy i Spiszu jako rekompensatę za utracone Zaolzie .
W 1924 r. doszło do wymiany terytoriów – Polska otrzymała resztę wsi Lipnica Wielka (od 1920 podzielonej granicą), a Czechosłowacja wsie Głodówka i Sucha Góra.
W 1938 r., po wystosowanym ultimatum, przyłączono do Polski niewielkie terytorium Orawy:
- oddane w 1924 dwie wsie (Głodówka i Sucha Góra),
- fragment gminy Trzciana sąsiadujący z Lipnicą Wielką,
- część terytorium miejscowości Bobrów (fragment zachodniego stoku góry Krywań oraz pastwisko i las Osadzka),
- część Orawskiej Półgóry (Dolina Jałowca od przełęczy Głuchaczki do przełęczy Jałowieckiej z uroczyskiem Jałowiec i południowym stokiem Mędralowej aż po łożysko potoku Półgórzanka)[2].

W czasie rządów księdza Józefa Tiso marionetkowe państwo słowackie odzyskało te tereny 21 listopada 1939, po ataku na Polskę u boku III Rzeszy.

## Spisz

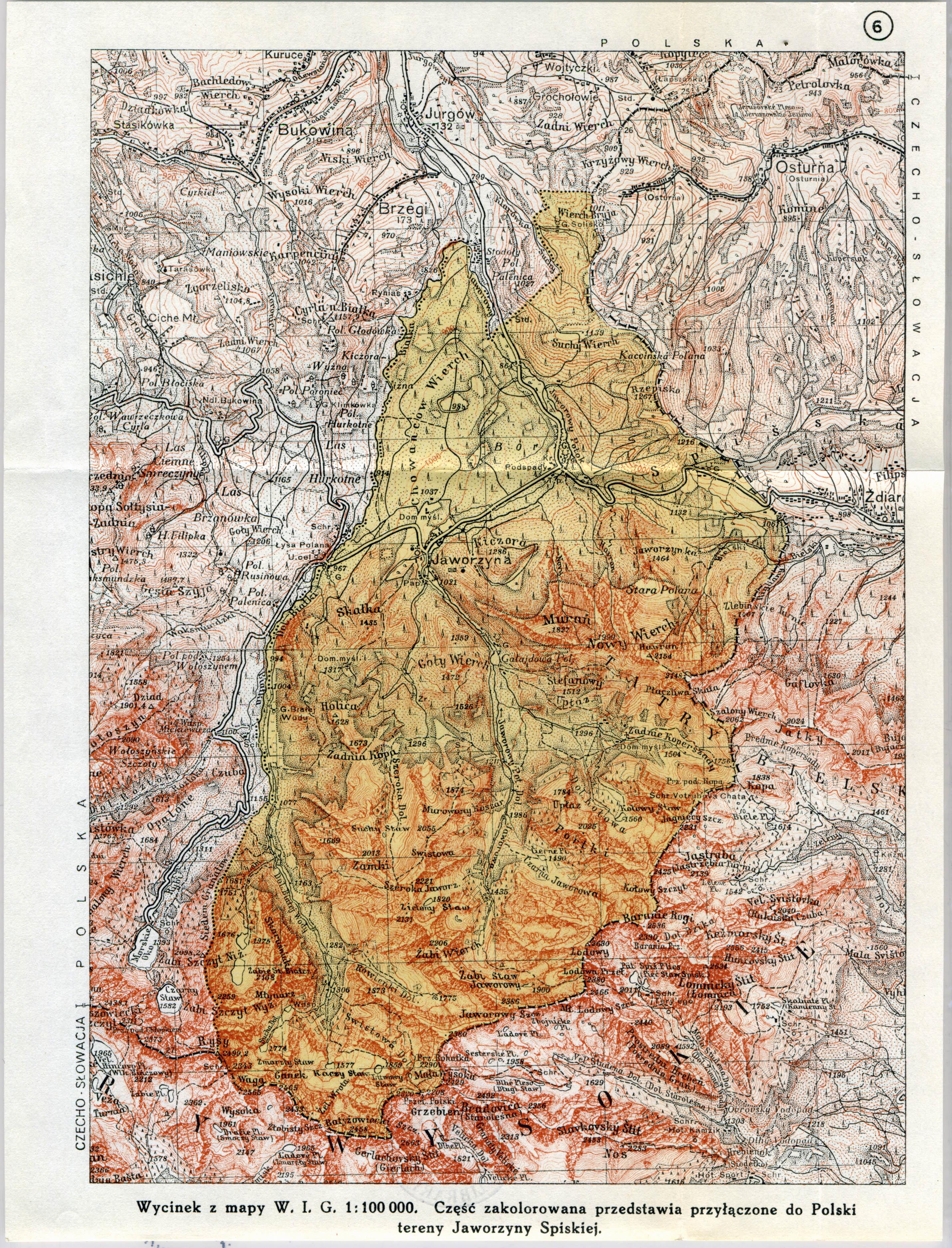
Niektóre skrawki Spiszu zajęte przez Polskę w 1938 r.

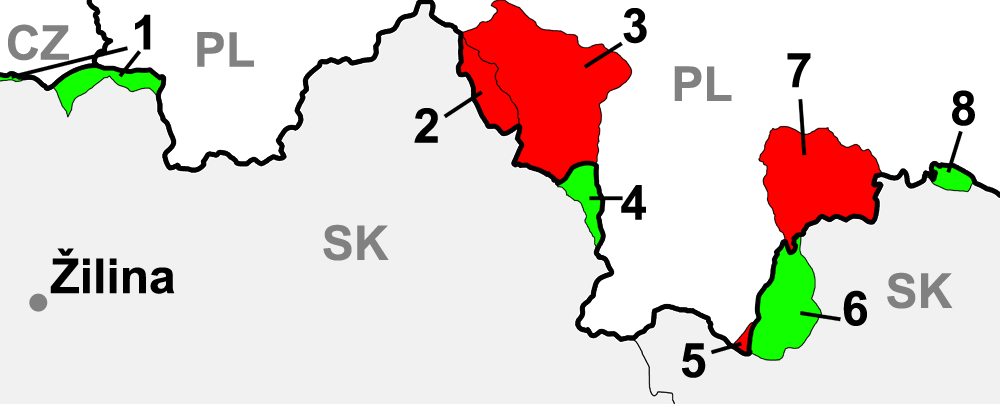
Zmiany granicy na obecnym pograniczu polsko-słowackim w I połowie XX wieku:
1 – teren wokół Czadcy, zajęty razem z Zaolziem w 1938,
2 – część wsi Lipnica Wielka, w latach 1918–1924 należąca do Czechosłowacji,
3 – teren polskiej Orawy, przyłączony formalnie w 1920,
4 – wsie Głodówka i Sucha Góra, do 1924 i w latach 1938–1939 należące do Polski,
5 – rejon Tatr, będący w 1902 przedmiotem roszczeń węgierskich (w 1902 potwierdzono przynależność do Galicji, od 1918 do Polski),
6 – terytorium Jaworzyny, w latach 1938–1939 należący do Polski,
7 – polski Spisz, od 1920 w granicach Polski,
8 – Leśnica Pienińska, w latach 1938–1939 należąca do Polski.

W 1918 r. teren stał się kolejnym przedmiotem sporu. W 1920 Ententa przekazała większą część Spiszu Słowacji, a północno-zachodni fragment (łącznie teren 195 km²) przypadł Polsce (Polski Spisz). Powszechnie uważano wówczas, że Polsce przyznano skrawki Orawy i Spiszu jako rekompensatę za utracone Zaolzie .
Konflikt przygasał i wybuchał do 1925 r., kiedy ustalono ostateczną granicę. Na podstawie Protokołu Delimitacyjnego sporządzonego i podpisanego w Zakopanem 30 listopada 1938 doszło jednak do wymuszonej korekty. Polska przejęła od Słowacji:
- miejscowości Jaworzyna Tatrzańska i Podspady (obecnie część Jaworzyny), wraz z główną granią Tatr oraz wierzchołkami m.in. Zadniego Gerlachu oraz Lodowego Szczytu,
- część terytorium należącego do miejscowości Zdziar (granica przebiegała przez Średnicę po grzbiet Magury Spiskiej),
- wieś Leśnica nad Popradem (naprzeciw Szczawnicy Wyżnej),
- niewielkie fragmenty terytoriów należących do miejscowości Szwaby Niżne, Szwaby Wyżne, Golembark i Lechnica[3]

Z kolei po zakończonej kampanii wrześniowej 21 listopada 1939, na podstawie układu Ribbentrop–Černák, całość Spiszu hitlerowcy przekazali Słowacji, będącej satelitą III Rzeszy.

## Inne tereny
W 1938 r. do Polski przyłączono również:
- położone naprzeciw Żegiestowa tereny nad Popradem koło wsi Międzybrodzie (słow. Medzibrodie, obecnie część wsi Mniszek) i Sulin (słow. Sulín) oraz teren wewnątrz meandru Popradu zwany Słowacką Łopatą (lub Spiską Łopatą) obok analogicznego meandru zwanego Łopatą Polską,
- niewielkie skrawki terytorium w okolicach rzeki Cygiełki (pas na południe od linii łączącej szczyty Lackowa, Ostry Wierch oraz Jawor w okolicach Wysowej-Zdroju) na pograniczu Szarysza i Beskidu Niskiego,
- tzw. źródłowiska Udawy (koło Balnicy w Bieszczadach), przez które przejeżdżała kolejka wąskotorowa z Łupkowa do Cisnej[4].

## Ziemia kłodzka i raciborska
Teren dawnego czeskiego hrabstwa kłodzkiego historycznie nie jest częścią Śląska. Po wojnach śląskich ze względu na strategiczne znaczenie obronne wraz z ogromną większością Śląska został na mocy pokoju wrocławskiego odebrany Habsburgom przez Prusy (od 1871 w granicach Niemiec).
W lipcu 1944 Stalin kreśląc na mapie przyszłe zachodnie granice Polski oparł je na Odrze i Nysie Kłodzkiej, jednocześnie wyznaczył nowe granice Czechosłowacji obejmujące ziemię kłodzką i ziemię raciborską. Natomiast w czasie konferencji poczdamskiej na przełomie lipca i sierpnia 1945 zaprezentował inną koncepcję zachodnich granic Polski – opartych na linii Nysy Łużyckiej i Sudetów wzdłuż byłej granicy niemiecko-czechosłowackiej. Zmiana ta spowodowała odstąpienie od wcześniejszej koncepcji przekazania ziemi kłodzkiej i raciborskiej Czechosłowacji. Wywołało to ostry konflikt o podział ziem poniemieckich pomiędzy Polską a Czechosłowacją. Czesi wystąpili z pretensjami do ziemi kłodzkiej oraz powiatów prudnickiego, głubczyckiego, raciborskiego i kozielskiego – na tych terenach mieszkała wciąż niewielka liczba Czechów (okolice Lewina Kłodzkiego i Kudowy-Zdroju, tzw. czeski kątek) oraz Morawców (kilka wiosek na południu powiatu głubczyckiego i raciborskiego).
W czerwcu 1945, przed konferencją poczdamską doszło do ruchów czeskich wojsk w kierunku Kłodzka (do Międzylesia wysłany został pociąg pancerny) oraz Raciborza, w okolicach którego mieszkała pewna liczba ludności morawskiej. W ramach kontrposunięcia rząd polski koncentrował oddziały na linii Olzy; doszło do jednodniowego, wzajemnego ostrzeliwania pozycji. Grupa Czechów przybyła do Prudnika i wywiesiła czechosłowacką flagę na ratuszu. Ogłosili przyłączenie Prudnika do Czechosłowacji. Zostali przegonieni przez polskich żołnierzy bez strzelaniny.

## Polskie propozycje wymiany terytoriów
Na luty 1946 zaplanowano rokowania polsko-czechosłowackie w Pradze na temat przebiegu linii granicznej. Przed rokowaniami konferencja polskich rzeczoznawców zaproponowała listę potencjalnych terenów do wymiany. Projekt ten zakładał następujące, możliwe zmiany linii granicznej (idąc od zachodu w kierunku wschodnim):
- - worek żytawski, słabo skomunikowany z resztą Polski, wraz z przyległym od północy obszarem miasta Zawidów, może być oddany w zamian za zachodnie stoki doliny Popradu dla „zracjonalizowania gospodarki” w tym rejonie,
  - przyłączenie do Polski wsi Dolny Odrzysz (niem. Nieder Ullersdorf), obecnie Dolní Oldřiš, „w celu skrócenia granicy”,
  - przyłączenie wsi Srbská(inne języki), „w celu skrócenia granicy”,
  - południowe stoki Gór Izerskich jako słabo skomunikowane z powiatem jeleniogórskim, oddać Czechosłowacji w zamian za Jaworzynę,
  - wsie Albendorf (obecnie Okrzeszyn) i Berthelsdorf (obecnie Uniemyśl) można oddać „celem skrócenia granicy”.
- Rejon Kłodzka:
  - okolice Kudowy, uprzemysłowiony obszar z uzdrowiskiem, zamieszkany przez ludność czeską, po wododział Łaby, do wymiany za Zaolzie,
  - południowo-zachodnie stoki Gór Bystrzyckich do wymiany za Jaworzynę,
  - okolice Międzylesia po górne Langenau (Długopole Górne) do wymiany za Zaolzie,
  - grupa Śnieżnika do oddania za okolice Javorníka,
  - okolice Javorníka przyłączyć do Polski w celu skrócenia granicy oraz „usprawnienia komunikacji między Lądkiem a Otmuchowem”,
  - węzeł kolejowy w Głuchołazach oddać do wymiany za Zaolzie lub zaproponować korzystne warunki tranzytu dla Czechosłowacji,
  - okolice Osobłogi (Osoblaha) przyłączyć do Polski „celem skrócenia granicy”.
- Rejon głubczycko-raciborski:
  - wariant A: południowo-wschodnia część powiatu raciborskiego (sześć gromad z ludnością morawską) po wieś Bolesław do wymiany za Zaolzie; południowa część powiatu głubczyckiego – gromady Michelsdorf (Michałkowice), Possnitz (Posucice), Wódka, Chróścielów, Liptin (Lubotyń) i Dirschel (Dzierżysław) do wymiany za Zaolzie,
  - wariant B: środkowo-zachodnia część powiatu głubczyckiego, bez Głubczyc i Kietrza do wymiany za Zaolzie, lub środkowa część powiatu wraz z tymi miastami za cały Cieszyn.
- Zaolzie:
  - możliwość rezygnacji z Bogumina za cenę gwarancji uprzywilejowanego tranzytu kolejowego, wodnego i energetycznego,
  - możliwość rezygnacji z Zagłębia Karwińskiego (z wyjątkiem kopalni w Suchej) pod warunkiem zatrzymania przy Polsce całego Cieszyna i Trzyńca,
  - w rejonie cieszyńskim, frysztackim i jabłonkowskim granica powinna mieć przebieg etniczny na linii Łomna Górna, Koszarzyska, Tyra, Rzeka, Ligotka Kameralna, Toszonowice Górne, Trzanowice, Grodziszcze, Cierlicko Górne i Dolne, Żywocice, Sucha Górna, Stonawa, Darków i dalej środkiem koryta Olzy do Odry; ewentualnie według linii na zachód od gromad Ligotka Kameralna, Gnojnik, Wielopole, Żuków Górny, Mistrzowice, Kocobędz.
  - możliwość rezygnacji z południowej części gminy Mosty do wododziału biegnącego z Połomu Wielkiego przez przełęcz Jabłonkowską do Girowej.
- Spisz, Orawa i Jaworzyna:
  - przyłączenie do Polski Jałowca Małego, czyli południowych stoków Mędralowej „dla skrócenia granicy” w zamian za Dubne,
  - przyłączenie do Polski pastwisk z Lipnicy Wielkiej „dla racjonalnej gospodarki wsi oraz wyprostowania granicy” w zamian za Dubne,
  - Jaworzyna Tatrzańska, wariant A: żądanie dla Polski całości w zamian za stoki Gór Izerskich i Bystrzyckich oraz, ewentualnie, gromad Chyżne, Kacwin, Niedzica wieś, Łapsze Wyżne, Łapsze Niżne i Łapszanka; wariant B: część Jaworzyny – dolinę Białki po grzbiet Szerokiej Jaworzyńskiej w zamian za stoki Gór Izerskich i Bystrzyckich,
  - dolina Popradu, wariant A: zachodnie stoki w zamian za worek żytawski; wariant B: dla Polski Łopata koło Żegiestowa i poprowadzenie granicy wzdłuż Popradu w zamian za wieś Leluchów,
  - możliwość odstąpienia zamieszkanego przez Łemków Leluchowa i Dubnego w zamian za poprawki w rejonie Babiej Góry, Lipnicy Wielkiej, Popradu i koło Cisnej,
  - przyłączenie do Polski pasa o szerokości 100 metrów wzdłuż kolejki koło Cisnej w zamian za Dubne.

Propozycje te w wielu miejscach zacierały historyczne granice – zarówno dawnego Królestwa Czeskiego, wewnętrzne granice śląskie, jak i dawnej granicy polsko (galicyjsko)-węgierskiej. W czasie rokowań w Pradze (16–25 lutego 1946) nie zdołano jednak ustalić żadnej wymiany i powyższe polskie propozycje pozostały tylko na papierze. Wobec nacisków Moskwy doszło do wycofania się czeskich wojsk za linię rzeki Opawy, ale w maju 1946 strona czeska poszerzyła swoje żądania o port rzeczny w Koźlu, Głuchołazy oraz tereny powiatów wałbrzyskiego i jeleniogórskiego.

## Zakończenie
10 marca 1947 pod naciskiem Moskwy doszło do podpisania układu o przyjaźni między Polską a Czechosłowacją, jednak kwestie graniczne (ziemia kłodzka, Zaolzie) pozostawiał on nieuregulowane. Dopiero 13 czerwca 1958 rządy PRL i CSR podpisały porozumienie zamykające spory graniczne i zatwierdzające:
- na Śląsku Cieszyńskim polsko-czeską granicę z roku 1920
- na Spiszu i Orawie linię ustaloną w roku 1924
- w pozostałej części linię graniczną sprzed 1938 z ziemią kłodzką po jej północnej – wówczas już polskiej – stronie
- korektę graniczną z Czechosłowacją z 1958 roku.

Morawcy żyjący na Śląsku w okolicy Raciborza i Opola oraz Czesi z ziemi kłodzkiej i okolic Strzelina, podczas akcji weryfikacyjnej zostali w większości pozytywnie zweryfikowani.

## Cenzura w PRL
Tematyka związana z konfliktami polsko-czeskimi podlegała cenzurze komunistycznej w PRL, która usuwała wszelkie informacje na ten temat. Tomasz Strzyżewski w książce o peerelowskiej cenzurze publikuje informacje na ten temat. W biuletynie przeznaczonym dla cenzorów z lipca 1974 roku Głównego Urzędu Kontroli Prasy, Publikacji i Widowisk informowano o ingerencji we wspomnieniowej książce Pawła Bobka Wspomnienia i zapiski wydanej przez lubelskie wydawnictwo LWS. Cenzura komunistyczna usunęła z książki wszelkie treści dotyczące tej tematyki: „Usunięto z niej fragmenty traktujące o dawnych antagonizmach między ludnością polską i czeską na Śląsku Cieszyńskim”.